# 河南市庁駅
河南市庁駅（ハナムシチョンえき）は大韓民国京畿道河南市新長洞にある、ソウル交通公社河南線の駅。駅番号は557。徳豊・新長という副駅名がある。

## 歴史
- 2021年3月27日 - 開業。[1]

## 駅構造
2面2線の相対式ホーム。スクリーンドアが設置されている。

### のりば
案内上ののりば番号は設定されていない。 
| 上り | 5号線 | 江東・千戸・汝矣島・傍花方面 |
| 下り | 5号線 | 河南黔丹山行き               |

## 駅周辺
- 新長初等学校（朝鮮語版）
- 河南文化芸術会館
- 豊山アイパーク1団地
- エコタウンアパート団地

## 隣の駅
ソウル交通公社
 河南線
河南豊山駅 (556) - 河南市庁駅 (557) - 河南黔丹山駅 (558)